# Sher 25
Désignations
Sher 25 est une supergéante bleue de la constellation de la Carène, située à environ 25 000 années-lumière du Soleil dans la région HII de NGC 3603, qui elle-même se situe dans la Voie lactée. Sa masse initiale lorsqu'elle a commencé sa vie sur la séquence principale a été calculée être de 60 M☉, mais l'étoile a déjà perdu une fraction substantielle de cette masse vu son évolution. On ne sait pas si Sher 25 a déjà traversé une phase de supergéante rouge ou si elle vient juste d'évoluer hors de la séquence principale, de sorte que sa masse actuelle reste très incertaine.

## Nom de Sher 25
Le nom de Sher 25 dérive du catalogage original des étoiles de NGC 3603 par David Sher. Cette entrée de catalogue est plus correctement désignée NGC 3603 Sher 25 pour la distinguer des étoiles numérotées 25 par Sher dans d'autres amas. La même étoile était numérotée 13 par Melnick, Tapia et Terlevich (NGC 3603 MTT 13) et 5 dans une étude utilisant le télescope spatial Hubble par Moffat, Drissen et Shara.

## Propriétés physiques

L'onde de choc de Sher 25 par Hubble.

Il est spéculé que Sher 25 soit sur le point d'exploser en tant que supernova, car elle a récemment éjecté de la matière selon un schéma similaire à celui de la supernova 1987A dans le Grand Nuage de Magellan, présentant un anneau circumstellaire et des filaments de jets bipolaires.
Des variations régulières du décalage des raies spectrales par effet Doppler de l'étoile Sher 25 avec une période de quelques jours ont été observées. Elles peuvent être dues au mouvement orbital d'une étoile compagne, ou à des pulsations à la surface de l'étoile.